# Odznaka za Służbę Wojskową (III Rzesza)
Odznaka za Służbę Wojskową (niem. Dienstauszeichnung der Wehrmacht) – niemieckie odznaczenie wojskowe, nadawane w latach 1936–1945 za długoletnią służbę w niemieckich-hitlerowskich siłach zbrojnych, czyli w siłach lądowych, marynarce wojennej i siłach powietrznych, wliczając służbę w wojskach ich poprzedników w Cesarstwie Niemieckim i Republice Weimarskiej, a także Austro-Węgrzech, Republice Niemieckiej Austrii i I Republice Austriackiej.

## Podział
Odznaka podzielona była według długości stażu wojskowego na cztery klasy, z dodatkową specjalną klasą ustanowioną w 1939:
- Klasa Specjalna: 40-letnia służba wojskowa – 40-jährige Dienstzeit in der Wehrmacht (DA Sonderklasse), złocony krzyż na chabrowej wstążce z liśćmi dębu;
- I Klasa: 25-letnia służba wojskowa – 25-jährige Dienstzeit in der Wehrmacht (DA I), złocony krzyż na chabrowej wstążce;
- II Klasa: 18-letnia służba wojskowa – 18-jährige Dienstzeit in der Wehrmacht (DA II), srebrny krzyż na chabrowej wstążce;
- III Klasa: 12-letnia służba wojskowa – 12-jährige Dienstzeit in der Wehrmacht (DA III), złocony medal na chabrowej wstążce;
- IV Klasa: 4-letnia służba wojskowa – 4-jährige Dienstzeit in der Wehrmacht (DA IV), srebrny medal na chabrowej wstążce.

## Wygląd (galeria)

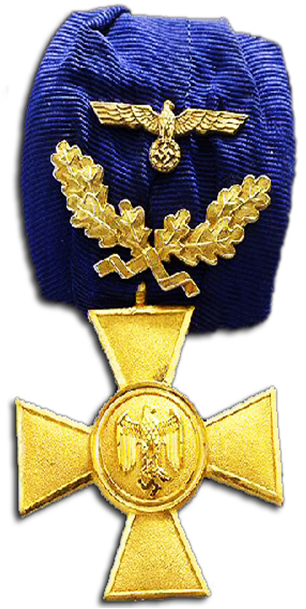
Awers Klasy Specjalnej
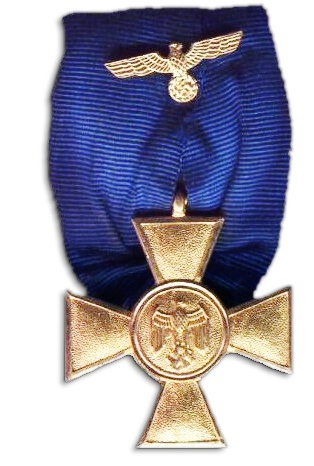
Awers I Klasy
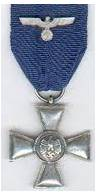
Awers II Klasy
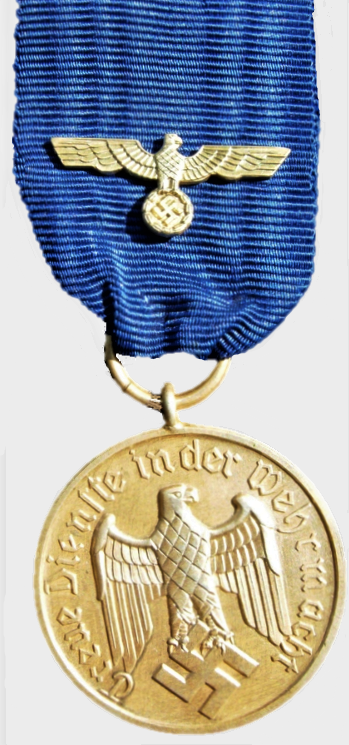
Awers III Klasy
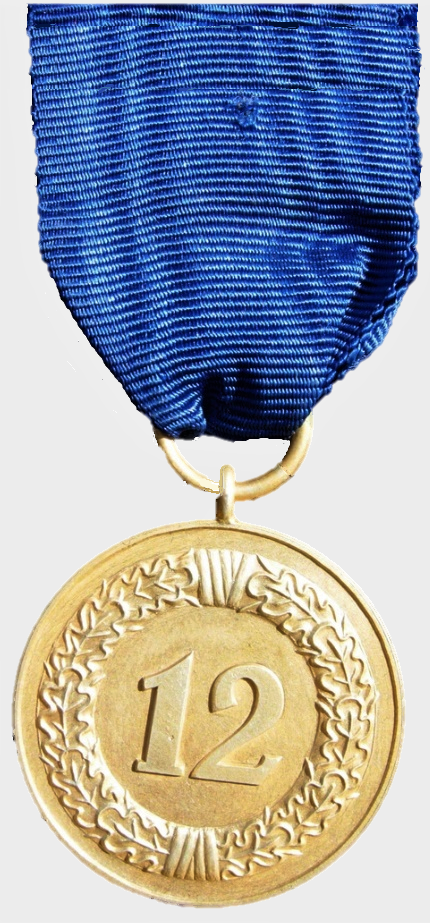
Rewers III Klasy
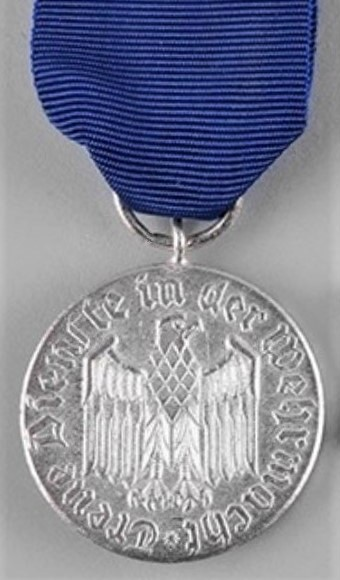
Awers IV Klasy

## Baretki
| Baretki Odznaki za Służbę Wojskową w Wehrmachcie | Baretki Odznaki za Służbę Wojskową w Wehrmachcie | Baretki Odznaki za Służbę Wojskową w Wehrmachcie | Baretki Odznaki za Służbę Wojskową w Wehrmachcie | Baretki Odznaki za Służbę Wojskową w Wehrmachcie | Baretki Odznaki za Służbę Wojskową w Wehrmachcie |
| ------------------------------------------------ | ------------------------------------------------ | ------------------------------------------------ | ------------------------------------------------ | ------------------------------------------------ | ------------------------------------------------ |
| Wersja dla Heer i Kriegsmarine                   |                                                  |                                                  |                                                  |                                                  |                                                  |
| Wersja dla Luftwaffe                             |                                                  |                                                  |                                                  |                                                  |                                                  |
| Klasa                                            | Klasa Specjalna za 40 lat i więcej               | I Klasa za 25 lat                                | II Klasa za 18 lat                               | III Klasa za 12 lat                              | IV Klasa za 4 lata                               |

## Noszenie
Sposób noszenia odznak i jej baretek był nietypowy. Odznaczeni nosili pojedynczą odznakę (odznaczeni IV Klasą) lub tylko dwie, według następującego schematu:
- odznaczeni III Klasą – medal złoty i medal srebrny,
- odznaczeni II Klasą – krzyż srebrny i medal srebrny,
- odznaczeni I Klasą – krzyż złoty i medal złoty,
- odznaczeni Klasą Specjalną – krzyż złoty z liśćmi dębu i krzyż złoty.